# Видричи
Видричи (на сръбски: Видрићи) е село в Босна и Херцеговина, разположено в община Соколац, в ентитета на Република Сръбска. Населението му според преброяването през 2013 г. е 262 души, от тях: 260 (99,23 %) сърби, 1 (0,38 %) не се е определил и 1 (0,38 %) неизвестен.

## Население
Численост на населението според преброяванията през годините:
- 1961 – 285 души
- 1971 – 277 души
- 1981 – 263 души
- 1991 – 243 души
- 2013 – 262 души